# Hans Möller (Theologe)
Johannes Hugo Möller (* 27. Juli 1908 in Apollensdorf; † 19. März 1996 in Trebitz) war ein deutscher evangelisch-lutherischer Theologe.

## Leben
Möller, ein Sohn des Pfarrers Wilhelm Möller (1872–1956), studierte in Tübingen, Bethel, Greifswald und Berlin und von 1931 bis 1933 am Domkandidatenstift in Berlin. 1931 wurde er in Berlin zum Lizenziaten promoviert. 1933 wurde er in Magdeburg ordiniert. Von 1933 bis 1934 war er Hilfsprediger in Meuro, Kemberg und Trebitz bei Wittenberg. Von 1934 bis 1973 war er Pastor in Trebitz.
Möller habilitierte sich 1962 mit einer Untersuchung über Hermann von der Hardt. Er lehrte als Gastdozent am Lutherischen Theologischen Seminar der Evangelisch-Lutherischen Freikirche in Leipzig (1953–1990) und am Predigerseminar Wittenberg.

## Schriften (Auswahl)
- Sinn und Aufbau des Buches Hiob. Berlin 1955, OCLC 491297632.
- Hermann von der Hardt 1660–1746 als Alttestamentler. Trebitz 1966, OCLC 247634657.
- Der Anfang der Bibel. (Auslegung zu 1. Mose 1–11). Evangelische Verlagsanstalt, Berlin 1978; 3. Auflage Concordia-Verlag, Zwickau 1997, ISBN 3-910153-33-X.
- Alttestamentliche Bibelkunde. Evangelische Verlagsanstalt, Berlin 1986; 3. Auflage Concordia-Verlag, Zwickau 2013, ISBN 978-3-910153-70-7.